# Sinanas diatomas
Sinanas diatomas är en utdöd fågel i familjen änder inom ordningen andfåglar. Den beskrevs 1980 utifrån fossila lämningar från mellersta miocen funna i Kina.